# Колібрі кордильєрський
Колі́брі кордильєрський (Panterpe insignis) — вид серпокрильцеподібних птахів родини колібрієвих (Trochilidae). Мешкає в Коста-Риці і Панамі. Це єдиний представник монотипового роду Кордильєрський колібрі (Panterpe).

## Опис

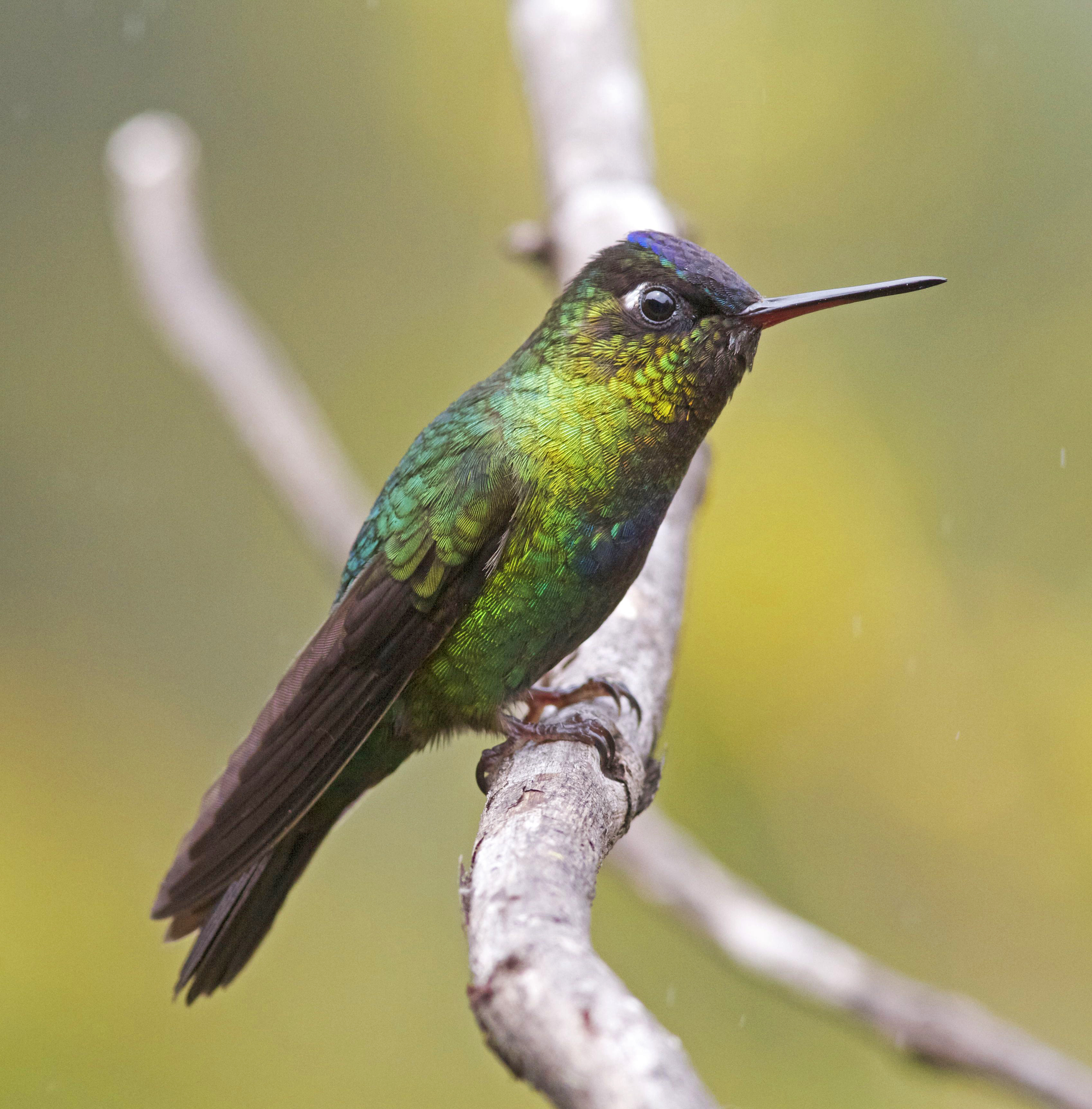
Кордильєрський колібрі

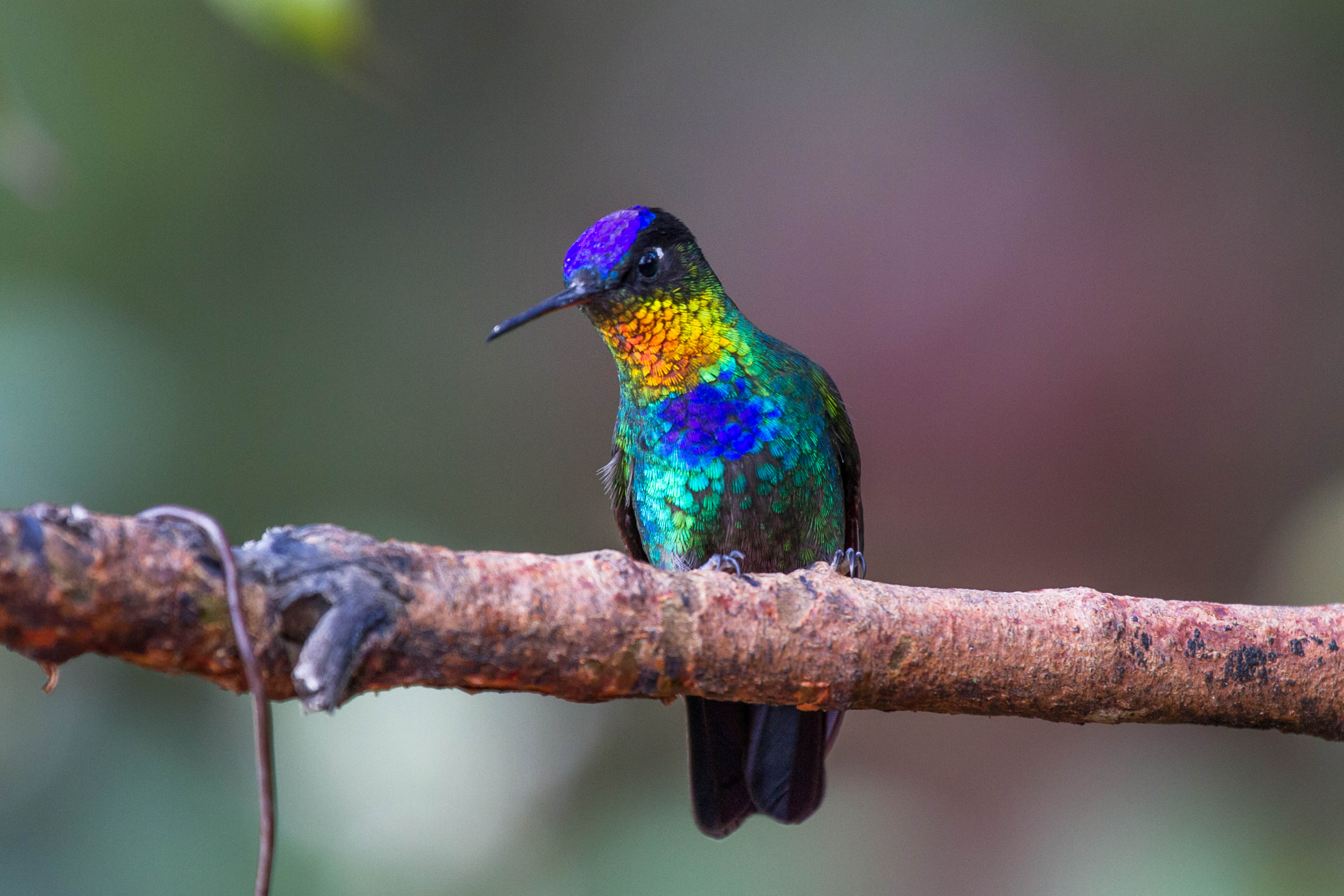
Кордильєрський колібрі (Коста-Рика)

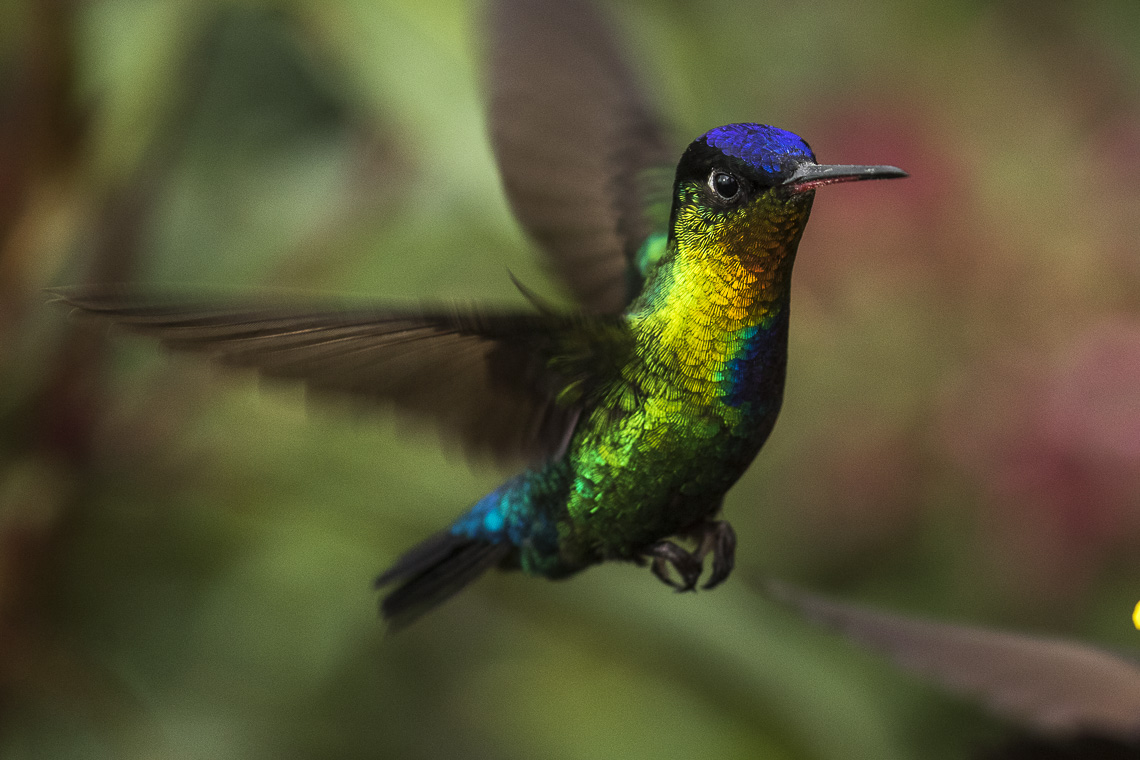
Кордильєрський колібрі в польоті (Коста-Рика)

Довжина птаха становить 10,5-11 см, самці важать 5,9-6,2 г, самиці 4,9-5,2 г. У представників номінативного підвиду на тімені блискуча синя пляма, потилиця і обличчя чорні, за очима невеликі білі плями. Спина яскраво-зелена з металевим відблиском, надхвістя синьо-зелене, хвіст темно-синій. На горлі райдужна рожево-мідно-оранжева пляма, з боків вона золотисто-зелена. В центрі грудей фіолетово-синя пляма, решта нижньої частини тіла яскраво-зелена або синьо-зелена. Дзьоб чорний, знизу біля основи рожевий.
Забарвлення молодих птахів подібне до забарвлення самиць, однак пера на обличчі і шиї у них мають іржасті краї. Представники підвиду P. i. eisenmanni є дещо меншими, ніж представники номінативного підвиду, дзьоб у них помітно коротший. Шия і верхня частина спини у них чорнуваті, синьо-фіолетова пляма на грудях поширюється на живіт. Покривні пера хвоста переважно сині.

## Підвиди
Виділяють два підвиди:
- P. i. eisenmanni Stiles, 1985 — гори Кордильєра-де-Гуанакасте[en] на північному заході Коста-Рики;
- P. i. insignis Cabanis & Heine, 1860 — від гір Сьєрра-де-Тіларан[es] на півночі центральної Коста-Рики на південний схід до провінцій Бокас-дель-Торо і Чирикі на крайньому заході Панами.

## Поширення і екологія
Кордильєрські колібрі живуть у вологих гірських і хмарних тропічних лісах, в карликових лісах, на узліссях і галявинах та на порослих деревами і чагарниками високогірних луках парамо. На півночі і в центрі Коста-Рики вони зустрічаються на висоті від 1600 до 2000 м над рівнем моря, на півдні Коста-Рики на висоті від 2200 до 3200 м над рівнем моря. Під час негніздового періоду деякі популяції здійснюють висотні міграції вниз по схилам, іноді на висоту 750 м над рівнем моря, переважно на висоту понад 1400 м над рівнем моря.
Кордильєрські колібрі живляться нектаром різноманітних квітучих рослин, зокрема нектаром епіфітів з родин вересових і бромелієвих (Cavendishia, Macleania), чагарників (Centropogon) і невисоких дерев. Вони часто проколюють довгі трубчасті квітки біля основи, "викрадаючи" нектар або використовують дірочки, вже зроблені іншими колібрі, квіткоколами і джмелями. Також вони доповнюють свій раціон дрібними безхребетними, яких ловлять в польоті або збирають з рослинності. Кордильєрські колібрі є агресивними птахами, вони домінують над більшістю інших колібрієвих. Самці захищають кормові території під час сезону розмноження, однак дозволяють там шукати нектар самицям; під час негніздового періоду і самиці, і самці захищають кормові території.
Сезон розмноження в Коста-Риці у кордильєрських колібри триває з серпня по січень. Гніздо чашоподібне, товстостінне, робиться з рослинних волокон і павутиня, зовні покривається мохом і лишайниками. Воно розміщується на висоті від 2 до 4 м над землею на кінці бамбукового стебла або прикріплюється до коріння дерев.